# 白啓常
白啓常（1529年—1591年），字伯倫，號仰菴，錦衣衛官籍，直隸常州府武進縣人，明朝政治人物。

## 生平
嘉靖二十八年（1549年）己酉科應天鄉試第一百名舉人，二十九年（1550年）中式庚戌科會試第五十一名，二甲第二十二名進士。授禮部祠祭司主事，丁父憂歸。服闋，起為主客司主事，升儀制司郎中，四十年（1561年）四月升尚寶司卿，五月以科道糾拾，改南京光祿寺少卿，四十一年（1562年）九月罷職閒住。為嚴世蕃狎客，至以粉墨塗面供歡笑，後以嚴世蕃黨被黜，萬曆十九年（1591年）卒。

## 家族
曾祖白昂，光祿大夫柱國太子太傅刑部尚書，贈太保，諡康敏；祖父白圻，通議大夫都察院右副都御史；父白悅，尚寶司丞。嫡母鄒氏（封宜人）；繼母楊氏（封宜人）；生母陳氏。具慶下。從兄白若圭（禮部郎中）、白僖、白偁、白倬、白僡、白儒、白侃、白偉，弟白啟京、白啟詹、白啟嘉。